# Misumena variegata
Misumena variegata är en spindelart som beskrevs av Eugen von Keyserling 1880. Misumena variegata ingår i släktet Misumena och familjen krabbspindlar.
Artens utbredningsområde är Peru. Inga underarter finns listade i Catalogue of Life.